# Det caribiske mysterium
Det caribiske mysterium er en Agatha Christie kriminalroman fra 1964. Miss Marple forlader modvilligt den fiktive landsby St. Mary Mead, hvor hun bor, for at holde ferie i Caribien på opfordring fra en nevø, som mener, at hun har brug for en udlandsrejse. Kort efter ankomsten til feriestedet bliver hun imidlertid involveret i opklaringen af et drab.

## Plot
Miss Marple har kun få spor at følge i sin søgen gerningsmanden til drabet på en af rejsedeltagerne. Meget tyder dog på, at den harmløse major Palgrave var i besiddelse af oplysninger om en forbrydelse, der foregik nogle år tidligere. Jane Marple søger undervejs hjælp hos den stenrige Mr. Rafiel, som er invalideret af svær sygdom. Hun præsenterer sig i denne forbindelse som Nemesis, en detalje, der er væsentlig for plottet i den næste historie, Nemesis.

## Anmeldelser
Det caribiske mysterium er omstridt blandt anmelderne. Mens én betegnede romanen som "en af de bedste af de senere Miss Marple romaner" , bemærkede en anden, at "der ikke er meget af interesse, men blot en brugbar illustration af Miss Marples "forvirring"".

## Danske udgaver
- Carit Andersen; 1965.
- Forum (De trestjernede kriminalromaner, nr. 55); 1971
- Wøldike; 1989.
- Aschehoug; 2006.